# Зоран Бингулац
Зоран Бингулац (Шабац, 5. мај 1953) српски је политичар, дипломата, економиста, универзитетски професор и бивши фудбалер.

## Биографија
Дипломирао је на Економском факултету у Београду, магистрирао и докторирао на Правном факултету у Београду.
Као играч наступао је ФК Црвена звезда од 1972. до 1981. године.
Он је био потпредседник и члан Извршног савета Града Београда од 1988. до 1993. године. Функцију министра спорта и министра вера је у Савезној влади обављао је од 1993. до 1998. године.
Један је од оснивача СПС-а, странке коју је напустио након оснивања Српске напредне странке.
Сам наводи да је био једини министар у влади Србије који је дочекивао и обилазио српске избеглице из Републике Српске Крајине.
Био је на позицији амбасадора СР Југославије у Јужноафричкој републици од 1998. до 2001. године и на позицији амбасадора Србије у Црној Гори од 2013. до 2019.
Обављао је функцију председника и члана међудржавних комитета за економску сарадњу и одбора за спољне послове те председника Комисије Савезне владе за сарадњу са верским заједницама.
Од 1992. године ради као професор економије и финансија. Пензионисао се као редовни професор универзитета. Предавао је предмете: међународна финансијска економија, монетарне и јавне финансије и стратегијски менаџмент.
Бингулац је био декан три економска факултета од 2005. године: Факултета за менаџмент, Факултета за пословне студије и Факултета за предузетнички бизнис.
У браку је, има троје деце и две унуке.

## Дела
- Монетарне и јавне финансије, коаутор, 2003.[10]
- Слепи црвено бели дани, 2009.[11]
- Савремене финансије, 2013.[12]
- Витоперена времена, 2016.[13]
- Prepositions, 2016.[14]
- Е-6 Роман за увек младе, 2016.[15]
- Opportune times, 2016.[16]
- Уплетена огледала белог гаврана, 2016.[17]
- Несан, 2021.[18][19]